# Camille Allam
Pour les articles homonymes, voir Allam.
Camille Allam est un peintre, sculpteur et musicien libanais.

## Biographie
Chef d’atelier de peinture et d'architecture et membre du jury de diplômes à l’Université Libanaise, Camille Allam a en outre fait des études dans des domaines variés, tels que l´architecture d'intérieur et la musicologie à l’Université Saint-Esprit de Kaslik et la peinture à l’Académie Artium de Madrid.
Il travaille également sur la musique électronique, les arts informatiques en général ainsi que la vidéo (depuis 1999)et le design.
Il est membre de plusieurs associations, telles que l´Association des peintres et sculpteurs libanais de Beyrouth, l´Association Internationale des peintres et sculpteurs de l´ONU, l´Association Escalier de l’Art,pour la promotion des jeunes talents à Gemmayzeh et l´Association Cedrix Libanix (qui œuvre pour la préservation de l'image des cèdres du Liban.
Camille Allam a deux ateliers, l'un à Beyrouth et l´autre à Deir el Qamar.

## Expositions collectives et individuelles
- Galerie Broumana Plaza (1986)
- Galerie Chahine : 100 ans d’art au Liban (1986 et 1994)
- Gab center Ashrafieh (1986)
- Rumours Galery (1988)
- Mouvement Culturel, Tripoli (1989)
- Exposition Portemilio-Chahine (1989)
- Exposition exclusive Dar el Founoun (1995)
- Exposition à la Galerie Rizk Adertising (1996)
- Salon des Arts, Galerie Maraya, Beyrouth (1998)
- Exposition Joudraniyat : L´art et la ville, Syndicat des Ingénieurs (1998)
- Exposition Arutel Internationale, Beyrouth (1998)
- XXe exposition du Musée Sursock (1998)
- Épreuve d'artiste (1999)
- Association de Développement de Gemayzé (de 2000 à 2005)
- NDU, Université Notre Dame - Louaize, Annual art exhibition (de 2000 à 2005)
- Salon de l’art contemporain, Artuel Phoenica (2002)
- Exposition au Musée d´art de Deir el Qamar (2004)
- Salon d’art contemporain, BIEL, (2004)
- Exposition individuelle, Escalier de l’Art, Gemayzé (de 2005 à 2006)
- Exposition Europe-Liban salle de l'ONU (2006)
- Exposition permanente au Sursock Street Workshop